# Falls City (Nebraska)
Falls City es una ciudad ubicada en el condado de Richardson en el estado estadounidense de Nebraska. En el Censo de 2010 tenía una población de 4325 habitantes y una densidad poblacional de 547,15 personas por km².

## Geografía
Falls City se encuentra ubicada en las coordenadas 40°3′51″N 95°35′54″O / 40.06417, -95.59833. Según la Oficina del Censo de los Estados Unidos, Falls City tiene una superficie total de 7.9 km², de la cual 7.89 km² corresponden a tierra firme y (0.16%) 0.01 km² es agua.

## Demografía
Según el censo de 2010, había 4325 personas residiendo en Falls City. La densidad de población era de 547,15 hab./km². De los 4325 habitantes, Falls City estaba compuesto por el 93.11% blancos, el 0.25% eran afroamericanos, el 3.19% eran amerindios, el 0.49% eran asiáticos, el 0% eran isleños del Pacífico, el 0.49% eran de otras razas y el 2.47% pertenecían a dos o más razas. Del total de la población el 1.48% eran hispanos o latinos de cualquier raza.